# Franciabigio

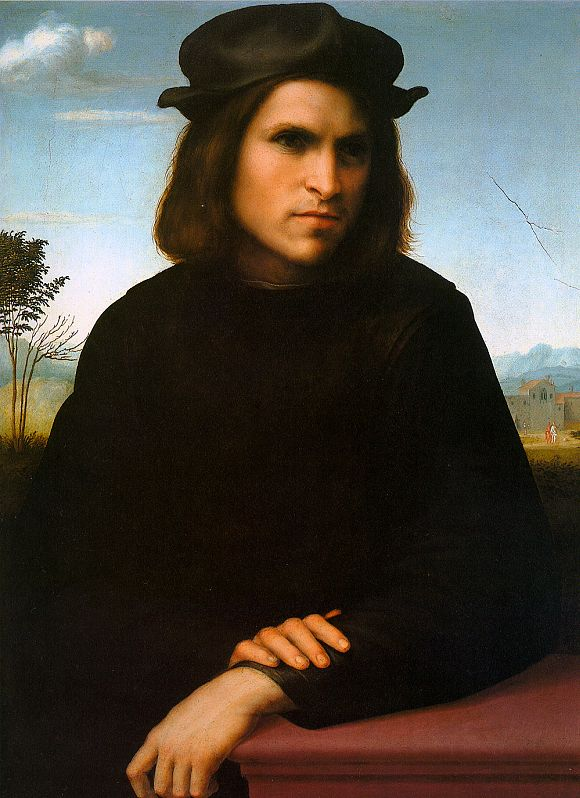
Portret mężczyzny, Luwr

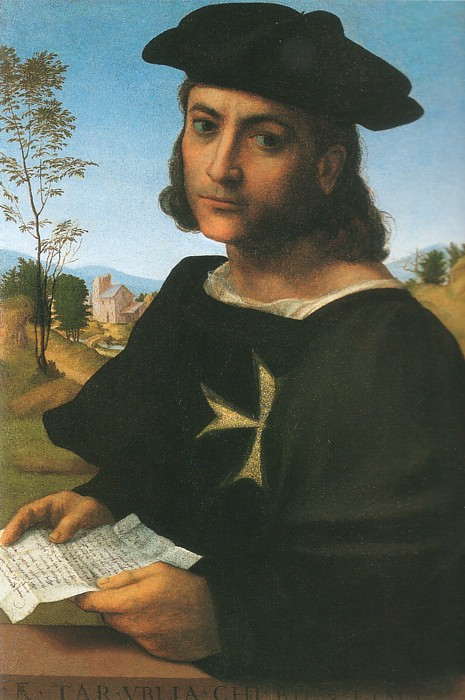
Portret mężczyzny, National Gallery, Londyn

Franciabigio właściwie Francesco di Cristofano znany też jako Marcantonio Franciabigio i Francia Bigio (ur. 1482 we Florencji, zm. 24 stycznia 1525 tamże) – włoski malarz renesansowy.
Był uczniem Albertinelliego, od ok. 1510 prowadził wspólny warsztat z Andreą del Sarto. Malował freski i obrazy o tematyce religijnej, jednak największe uznanie zdobył jako twórca męskich portretów. Kilka jego obrazów uważano przez pewien czas za dzieła Rafaela.

## Wybrane prace
freski
- Ostatnia Wieczerza, 1514, Convento della Calza, Florencja,
- Triumf Cicerona, ok. 1520, Villa Medici, Poggio a Caiano.

obrazy
- Madonna del Pozzo, ok. 1508, Galeria Uffizi, Florencja,
- Madonna z Dzieciątkiem, ok. 1514, Ermitaż, Petersburg,
- Portret mężczyzny, ok. 1510, Luwr,
- Portret mężczyzny, 1522, Staatliche Museen, Berlin.